# Tricentrus pilosis
Tricentrus pilosis är en insektsart som beskrevs av William D. Funkhouser 1932. Tricentrus pilosis ingår i släktet Tricentrus och familjen hornstritar. Inga underarter finns listade i Catalogue of Life.